# Grammy Awards 1967
La 9ª edizione dei Grammy Awards si è svolta il 2 marzo 1967.

## Vincitori e candidati

### Categorie principali

#### Registrazione dell'anno
- Strangers in the Night - Frank Sinatra; Jimmy Bowen (produttore)
- Almost Persuaded - David Houston; Billy Sherrill (produttore)
- Monday, Monday - The Mamas & the Papas; Lou Adler (produttore)
- What Now My Love - Herb Alpert and the Tijuana Brass; Herb Alpert & Jerry Moss (produttori)
- Winchester Cathedral - The New Vaudeville Band; Geoff Stephens (produttore)

#### Canzone dell'anno
- Michelle, scritta da John Lennon e Paul McCartney, cantata dai The Beatles
- Born Free, scritta da John Barry e Don Black, cantata da Andy Williams
- The Impossible Dream, scritta da Mitch Leigh e Joe Darion, cantata da Richard Kiley
- Somewhere My Love, scritta da Paul Francis Webster e Maurice Jarre, eseguita da Ray Conniff
- Strangers in the Night, scritta da Bert Kaempfert, Charles Singleton e Eddie Snyder, cantata da Frank Sinatra

#### Album dell'anno
- A Man and His Music - Frank Sinatra; Sonny Burke (produttore)[1]
- Color Me Barbra - Barbra Streisand; Bob Mersey (produttore)
- Dr. Zhivago (Motion Picture Soundtrack) - Maurice Jarre; Jesse Kaye (produttore)
- Revolver - The Beatles; George Martin (produttore)
- What Now My Love - Herb Alpert e the Tijuana Brass; Herb Alpert e Jerry Moss (produttori)

#### Miglior artista esordiente
Il premio non fu assegnato a nessun candidato.
- The Association
- The Mamas & the Papas
- The Monkees
- The New Vaudeville Band
- Lou Rawls
- The Sandpipers

### Pop

#### Miglior interpretazione contemporanea vocale femminile
- Eydie Gormé - If He Walked into My Life Today
- Ella Fitzgerald - Ella at Duke's Place
- Sandy Posey - Born a Woman
- Nancy Sinatra - These Boots Are Made for Walkin'
- Barbra Streisand - Color Me Barbra

#### Miglior interpretazione contemporanea vocale maschile
- Frank Sinatra - Strangers in the Night
- David Houston - Almost Persuaded
- Jim Reeves - Distant Drums
- Paul McCartney - Eleanor Rigby
- Jack Jones - The Impossible Dream

#### Miglior interpretazione contemporanea vocale di un gruppo/duo
- The Mamas & the Papas - Monday, Monday
- The Association - Cherish
- The Beach Boys - Good Vibrations
- The Monkees - Last Train to Clarksville
- The Sandpipers - Guantanamera

#### Miglior interpretazione strumentale
- Herb Alpert feat. Miles Davis - What Now My Love
- Neal Hefti - Batman Theme
- Roger Williams - Born Free
- Chet Atkins - Chet Atkins Picks on the Beatles
- Maurice Jarre - Dr. Zhivago

### R&B

#### Miglior registrazione R&B
- Crying Time - Ray Charles